# Tritia varicosa
Nasse pygmée
Espèce
Tritia varicosa, la Nasse pygmée, est une espèce de toute petite taille de mollusques gastéropodes marins de la famille des Nassariidae, la longueur de sa coquille variant entre 5 et 8 mm.

## Distribution
On trouve cette minuscule nasse dans les eaux européennes, de la mer Méditerranée à l'océan Atlantique nord-est.

## Systématique
Le nom valide complet (avec auteur) de ce taxon est Tritia varicosa (W. Turton, 1825).
L'espèce a été initialement classée dans le genre Tritonia sous le protonyme Tritonia varicosa W.Turton, 1825.
Tritia varicosa a pour synonymes :
- Buccinum tritonium Blainville, 1826
- Hinia (Tritonella) varicosa (W. Turton, 1825)
- Hinia (Tritonella) varicosa paucicostata F. Nordsieck, 1974
- Hinia pygmaea (Lamarck, 1822)
- Hinia varicosa (W. Turton, 1825)
- Hinia varicosa paucicostata F. Nordsieck, 1973
- Nassa (Tritonella) pygmaea (Lamarck, 1822)
- Nassa (Tritonella) pygmaea var. elongata Bucquoy, Dautzenberg & Dollfus, 1882
- Nassa (Tritonella) pygmaea var. evaricosa Bucquoy, Dautzenberg & Dollfus, 1882
- Nassa elongatula Locard, 1886
- Nassa eutacta Locard, 1887
- Nassa pygmaea (Lamarck, 1822)
- Nassa pygmaea var. elongata Bucquoy, Dautzenberg & Dollfus, 1882
- Nassa pygmaea var. evaricosa Bucquoy, Dautzenberg & Dollfus, 1882
- Nassarius (Hinia) pygmaeus (Lamarck, 1822)
- Nassarius (Hinia) varicosa (W. Turton, 1825)
- Nassarius pygmaeus (Lamarck, 1822)
- Nassarius varicosus (W. Turton, 1822)
- Ranella pygmaea Lamarck, 1822
- Tritia pygmaea (Lamarck, 1822)
- Tritonia varicosa W. Turton, 1825

## Publication originale
- (en + la) Dr. Turton, « Description of some new British shells », The Zoological Journal, Londres, William Phillips et George Brettingham Sowerby I, vol. 2,‎ 1825, p. 361-367 (lire en ligne). [2]